# (2143) Jimarnold
(2143) Jimarnold (1973 SA; 1980 VZ1) ist ein Asteroid des inneren Hauptgürtels, der am 26. September 1973 von Eleanor Helin am Palomar-Observatorium entdeckt wurde.

## Benennung
Der Asteroid wurde nach James R. Arnold (1923–2012) benannt. Er war Professor der Chemie an der University of California, San Diego und wurde für seine Verdienste in der Kernchemie in Bezug auf Meteoriten ausgezeichnet.